# Stanisław Łubieński (publicysta)

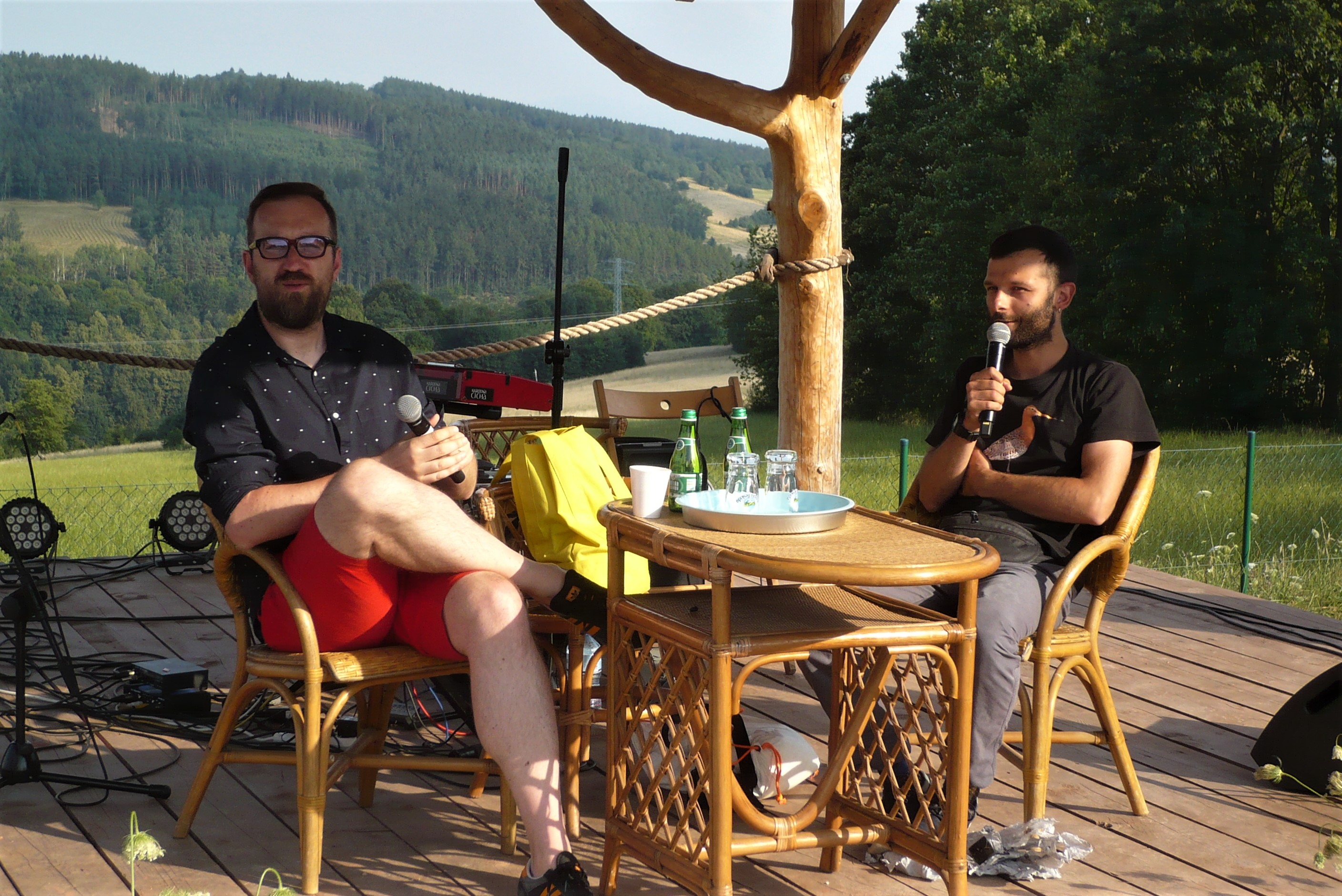
Michał Nogaś, Stanisław Łubieński, IV Festiwal Góry Literatury, 2018

Stanisław Tomasz Łubieński (ur. 26 listopada 1983) – polski pisarz, publicysta i kulturoznawca.

## Życiorys
Absolwent Uniwersytetu Warszawskiego (kulturoznawstwo, 2008 i ukrainistyka, 2009). Publikował m.in. w „Lampie”, „Nowych Książkach”, „Rzeczpospolitej”, „Tygodniku Powszechnym” i „Gazecie Wyborczej”. Autor reportażu historycznego Pirat stepowy o życiu i walce Nestora Machny (2012). Książka ukazała się w przekładach na języki chorwacki i ukraiński.  Współautor cyklu filmów pt. „Warszawski Tygiel Kulturalny”, opowiadających o życiu imigrantów w Warszawie. Filmy  otrzymały nagrodę S3KTOR 2011 za najlepszą warszawską inicjatywę pozarządową w kategorii „Projekty interdyscyplinarne”.
W 2016 opublikował zbiór esejów Dwanaście srok za ogon. Książka dostała Nagrodę Warszawskiej Premiery Literackiej jako książka kwietnia 2016, nominacje do: Paszportu „Polityki” za rok 2016, do Nagrody Literackiej „Nike” 2017 (finał nagrody i nagroda czytelników Gazety Wyborczej) i do Nagrody Literackiej Gdynia 2017. Dwanaście srok za ogon ukazało się w przekładach na język angielski (2020) i francuski (2021). W 2020 ukazała się jego zbiór esejów – „Książka o śmieciach”. Książka otrzymała nagrodę główną w konkursie Planeta Izabelin 2021 i została nominowana do Nagrody Literackiej „Nike” 2021.
Ornitolog amator, edukator przyrodniczy, autor bloga Dzika Ochota. Od 2023 prezes zarządu Ogólnopolskiego Towarzystwa Ochrony Ptaków. Syn Tomasza Łubieńskiego.

## Publikacje
- Pirat stepowy, Wydawnictwo Czarne, Wołowiec 2012.
- Dwanaście srok za ogon, Wydawnictwo Czarne, Wołowiec 2016.
- Książka o śmieciach, Wydawnictwo Agora, Warszawa 2020.
- Drugie życie Czarnego Kota, Wydawnictwo Agora, Warszawa 2025.